# Josef Enzensperger
 (Rosenheim, 8 febbraio 1873 – Kerguelen, 2 febbraio 1903) è stato un alpinista, meteorologo e avvocato tedesco, fu uno dei più importanti rappresentanti dell'alpinismo senza guida. Scalò attraversando le Alpi di Berchtesgaden, le Alpi dell'Allgäu, il Karwendel, il Wetterstein e le Alpi dello Stubai.  Nel 1901 prese parte alla spedizione tedesca al Polo sud come meteorologo e morì di beriberi sulle isole Kerguelen.

## Biografia
Pochi giorni dopo la sua nascita, Josef Enzensperger giunse con la sua famiglia in Franconia e in seguito a Markt Schwaben, nei pressi di Monaco di Baviera. Nel 1887 i genitori si trasferirono a Sonthofen. Frequentò il Ludwigs Gymnasium di Monaco, grazie a una borsa di studio della Fondazione Maximilianeum grazie agli eccellenti risultati accademici. Dal semestre invernale del *1895/96 studiò matematica e fisica e fu tirocinante presso l'Università Tecnica di Monaco e alla fine scelse la meteorologia come sua specializzazione.
La cronaca del suo diario di viaggio inizia con delle escursioni sulle colline. Nel 1889, il sedicenne scalò undici vette nelle Alpi dell'Algovia. Nel 1891 trascorse un viaggio a piedi di otto giorni in Svizzera e scalò nuovamente 28 vette nelle Alpi dell'Algovia, tra queste le sue montagne preferite e difficili: la Trettachspitze e l'Höfats. Nel 1892 giunse sui monti del Kaiser e compì la sua unica escursione accompagnato da una guida alpina: la traversata dei Drei Halten. Seguirono altri tour del Kaiser: la Totenkirchl, tredicesima salita e l'Hintere Karlspitze attraverso la gola di Winkler. Enzensperger divenne uno dei più importanti rappresentanti dell'alpinismo senza guida e del turismo invernale. Fu uno dei dodici studenti che il 12 novembre 1892 fondarono l'Associazione Accademica Alpina di Monaco di Baviera. Come successore di Krafft, ne fu presidente per cinque semestri. Su suo consiglio venne costruito il rifugio dedicato a Hermann von Barth, oggi abbandonato, nel massiccio dell'Hornbach nelle Alpi dell'Algovia. Nel 1892 completò con successo la prima ascensione dell'Öfelekopf nei monti del Wetterstein attraverso la parete ovest. Nell'estate del 1893 scalò vette di tremila metri nelle Alpi della Zillertal, come lo Zsigmondy Peak, il Großer Greiner e il Thurnerkamp. Nelle Alpi dell'Algovia compì la salita della cresta settentrionale della cima principale dell'Höfats. Nel 1894 andò nelle Dolomiti. L'escursione più difficile fu la decima salita della Torre di Winkler. In autunno intraprese alcuni nuovi tour nelle Alpi dell'Algovia: la prima traversata delle quattro cime dell'Höfats da ovest a est, della cresta sud-occidentale dell'Hochfrottspitze e della parete sud della Trettachspitze, considerata "l'escursione alpinistica più difficile del suo tempo". Il 1895 fu l'anno di maggior successo alpinistico per Enzensperger: sui monti del Kaiser realizzò la prima ascensione invernale della Trettachspitze, la prima ascensione dell'Hintere Gamsflucht e della Kleine Halt attraverso la parete nord-ovest. Nelle Alpi dell'Algovia la prima ascensione della parete ovest del Trett-achspitze e la prima discesa dalla cima est dell'Höfats attraverso la ripida parete erbosa a est. Nelle Dolomiti salì la cresta Nordest della Grohmannspitze. Nel 1900 Enzensperger fu il primo osservatore meteorologico sullo Zugspitze e trascorse l'inverno sulla vetta. Nel 1901 prese parte alla spedizione tedesca al Polo Sud come meteorologo e morì nelle isole Kerguelen a causa della malattia dovuta a carenza di vitamine, il beriberi.

## Carriera alpinistica
Enzensperger divenne noto per le sue numerose prime ascensioni e salite invernali, intraprese per lo più insieme al fratello Ernst nel 1892 scalò l'Öfelekopf (Monti del Wetterstein). Il 15 aprile 1895 ascese la Trettachspitze nelle Alpi dell'Allgäu in condizioni invernali.
Si recava spesso anche nel Wilder Kaiser, a volte anche da solo. Con il suo compagno di corda Sigmund Freiherr von Reuß riuscì a scalare la parete nord-ovest della Kleine Halt nel 1894. Con 1.100 metri di dislivello in salita, all'epoca si trattava del tour più lungo e più alto dei Monti del Kaiser. Nell'autunno dello stesso anno scalò da solo lo Schmittkamin sul Fünffingerspitze nel gruppo del Sassolungo, un'impresa brillante per quei tempi. Il 23 agosto 1895 Enzensperger, insieme al fratello Ernst e Luise von Chelminski, aprì la cresta nord-est della Grohmannspitze. All'inizio di ottobre effettuò la "traversata degli Höfats" nell'Algovia.
Nel 1900, all'età di 27 anni, Enzensperger fu il primo osservatore della stazione meteorologica a trascorrere l'inverno sullo Zugspitze. L'anno successivo si unì alla spedizione in Antartide di Erich von Drygalski. Nell'ambito di questa spedizione, trascorse l'inverno del 1903 insieme ad altri quattro ricercatori presso una stazione scientifica sulle isole Kerguelen in Antartide, indipendente dalla spedizione principale. 
Il luogo della sua tumulazione non poté più essere trovato; il diario della spedizione riportò che venne sepolto rivolto verso nord “verso casa”. Nel 2003, in occasione del centenario della morte di Enzensperger, la Royal Geographical Society inglese fece installare una targa commemorativa in suo onore nella posizione 49° 24′ S, 69° 53′ E vicino all'ex stazione meteorologica tedesca. La baia Bras Enzensperger (49° 45′ S, 69° 8′ E) nelle isole Kerguelen prende il suo nome.
- 1891 Salita alle 28 cime nelle Alpi dell'Allgäu
- 1891 Salita al Trettachspitze, 2.595 m, (Alpi dell'Allgäu);
- 1891 Salita al Höfats, 2.269 m, (Alpi dell'Allgäu);
- 1892 Tentativo della traversata dei Drei Halten, 2.344 m, (Wilder Kaiser);
- 1892 Diciassettesima salita al Totenkirchl, 2.193 m, (Wilder Kaiser);
- 1892 Seconda salita al Hintere Karlspitze "Winklerschlucht", 2.283 m, (Wilder Kaiser);
- 1892 Seconda salita al Totenkirchl "Winklerschlucht", 2.190 m, (Wilder Kaiser);
- 1892 Prima salita al Öfelekopf, sommità est, III,2.449 m, (Monti del Wetterstein);
- 1893 Prima salita al Großer Krottenkopf Cresta Nord, III, 2.657 m, (Alpi dell'Allgäu);
- 1893 Prima traversata dell'Höfatsgipfel da est a ovest, III, 2.259 m, (Alpi dell'Allgäu);
- 1893 Prima salita del Höfats Westgipfel cresta nord, IV, 2.257 m, (Alpi dell'Allgäu);
- 1893 Salita al Zsigmondy-Spitze, 3.089 m, (Alpi della Zillertal);
- 1893 Salita al Grosser Greiner, 3.199m, (Alpi della Zillertal);
- 1893 Salita al Thurnerkamp, 3.420 m, (Alpi della Zillertal);
- 1893 Prima traversata del fianco sud/cresta nord del Grosser Krottenkopf, 2.553 m, (Alpi dell'Allgäu);
- 1893 Prima salita della cresta sud-est dell'Öfnersitze, 2.575 m, (Hornbachkette, Alpi dell'Allgäu);
- 1894 Terza e prima salita in solitaria della cresta sud-est del Totenkichl, 2.190 m, (Wilder Kaiser);
- 1894 Decima salita del Winklerturm, 2.800 m, (Catinaccio, Dolomiti);
- 1894 Prima salita della cresta sud-sudovest dell'Hochfrottspitze, II, 2.648 m, (Alpi dell'Allgäu);
- 1894 Prima salita della parete sud del Trettachspitze "Enzenperger-Führe", IV+, 600 m, 2.595 m, (Alpi dell'Algovia);
- 1894 Salita al Grohmannspitze, 3.126 m, (Gruppo del Sassolungo);
- 1894 Decima salita e solitaria al Fünffingerspitze "Schmittkamin", IV+, 2.996 m, (Gruppo del Sassolungo);
- 1895 Prima salita invernale al Trettachspitze, 2.595 m, (Alpi dell'Algovia);
- 1895 Prima salita alla Punta Grohmann, cresta est-nordest "Enzensperger Weg", IV-, 3.126 m, (Gruppo del Sassolungo);
- 1895 Prima salita al Sass de Mesdi, parete ovest, 2.760 m, (Gruppo delle Odle);
- 1895 Prima salita alla Kleine Halt, parete nordovest "Enzensperger Weg", III+, 800 HM, 2.116 m, (Wilder Kaiser);
- 1895 Prima salita del Hintere Gamsflucht via parete ovest, III, 2.203 m, (Wilder Kaiser);
- 1895 Prima salita del Hintere Gamsflucht-cresta sud, 2.203 m, (Wilder Kaiser); (28.06.1895);
- 1895 Prima salita (in solitaria) del Totenkirchl e prima salita del Totenkirchl-sud-est, cresta in discesa, 2.193 m, (Wilder Kaiser);
- 1895 Salita al Totensesselspitze, 1.745 m, (Wilder Kaiser);
- 1895 Prima salita della Cima Trettach-parete ovest "Enzenperger-Führe", III, 2.595 m, (Alpi dell'Allgäu);
- 1895 Prima salita del Höfats-cima est-parete sud-est in discesa, IV, 2.257m, (Alpi dell'Algovia);
- 1896 Prima ascensione della parete nord-est del Grosser Krottenkopf "Eisrinne", 2.657 m, (Alpi dell'Allgäu);
- 1896 Prima ascensione del Kleine Höfats, II, 2.073 m, (Alpi dell'Allgäu);
- 1896 Prima ascensione della Kellespitze da ovest a est, 2.240 m, (Alpi dell'Allgäu);
- 1896 Prima ascensione del fianco ovest del Piz Doledes, II, 2.908 m, (Gruppo Puez, Dolomiti);
- 1896 Prima ascensione della Puezspitze occidentale dalla Forcella della Roa, 2.918 m, (Gruppo Puez, Dolomiti);
- 1896 Primo tentativo del Hochglück-cresta nordest, IV, 2.573 m, (Karwendel);
- 1896 Primo tentativo dello Spritzkarspitze-parete nordovest "Alte Nordwestwand", III, 2.605 m, (Karwendel);
- 1896 Primo passaggio dallo Spritzkarspitze all'Eiskarlspitze, 2.605 m, (Karwendel);
- 1897 Primo tentativo del Rote Flüh, 2.111 m, via Hochwiesler, 1.950 m, (Monti Tannheimer, Alpi dell'Algovia);
- 1897 Primo tentativo del Rote Flüh-parete sud-cresta sud-est, 2.111 m, (Monti Tannheimer, Alpi dell'Algovia);
- 1897 Primo tentativo invernale del Höfats, 2.269 m, (Alpi dell'Algovia);
- 1897 Prima traversata invernale del Höfats da ovest a est, 2.259 m, (Alpi dell'Allgäu);
- 1897 Prima salita (in solitaria) del Kellespitze-Westgrat, III, 2.240 m, (Alpi dell'Allgäu);
- 1897 Prima salita (in solitaria) del Rote Flüh-Southeastgrat, II, 2.111 m, (Alpi dell'Allgäu);
- 1897 Prima salita del Hochwiesler-Eastgrat "Normalweg", 1.950 m, (Tannheimer Berge);
- 1897 Prima salita del Grosser Wilder Southgipfel-Southgrat/Mittelgipfel-Westgrat, III+, 2.379 m, (Alpi dell'Algovia);
- 1897 Prima salita del Grosser Wilder-Northgipfel-Westwand, 2.370 m, (Alpi dell'Algovia);
- 1897 Prima salita del Totenkirchl dalla Winklerscharte, III, 2.193 m, (Wilder Kaiser);
- 1897 Centoventesima salita al e prima salita della parete est della Totenkirchl "Enzensperger Weg" dallo Schneeloch, III, 400 HM, 2.193 m, (Wilder Kaiser);
- 1897 Prima salita del Treffauer, 2.304 m, a Tuxeck, 2.226 m, (Wilder Kaiser); (14.08.1897);
- 1897 Prima salita del Tuxeck (Tuxegg);, III, 2.226 m (Wilder Kaiser);
- 1897 Prima salita al Kaiserkopf cresta nord, II, dislivello 80 m, 2.166 m, (Wilder Kaiser);
- 1897 Prima salita alla vetta nord dal Predigtstuhl alla vetta principale, II, 2-116 m, (Wilder Kaiser);
- 1898 Prima salita alla vetta nord del Fuchskarspitzen, 2.254 m, Mittelspitze, 2.262 m, vetta sud della Madonna, 2.314 m, (Alpi dell'Allgäu);
- 1898 Prima salita della parete nord del Grosser Widderstein, III+, 2-533 m, (Alpi dell'Allgäu);
- 1898 Seconda salita della cresta nord del Fleischbank, II-III, 2.187 m (Wilder Kaiser);
- 1900 Prima salita della Regalpmwand da nord "Enzensperger-Führe", II, 2-227m, (Wilder Kaiser);
- 1900 Prima salita alla Regalpwand fino al Regalmspitze, II, 2-227 m, (Wilder Kaiser);
- 1900 Prima salita al Regalmspitze da est, II, 2.253 m, (Wilder Kaiser);
- 1900 Prima salita (in solitaria) del Zugspitze-Schneefernerkopf, 2.962 m, (Wetterstein);
- 1900 Prima salita (in solitaria) del Zugspitze-cresta sud-est, 2.962 m, (Wetterstein);
- 1900 Prima salita (in solitaria) del Mittlere Wetterspitze "Enzenperger Führe", III-, 2.746 m, (Wetterstein);
- 1900 Prima salita del Schneefernerkopf, cresta sud/parete sud-est in discesa, II, 2.875 m, (Wetterstein);
- 1901 Partecipante alla spedizione tedesca al Polo sud, (Antartide)[1][5][2].

## Riconoscimenti
In suo onore e di suo fratello Ernst, una strada a Kempten (Allgäu) è stata chiamata Enzenspergerweg, e gli è stata dedicata anche una strada nella sua città natale Rosenheim e a Monaco Au-Haidhausen. Inoltre è stato chiamato Enzenspergerweg, il sentiero d'alta quota più importante della catena montuosa dell'Hornbach, che collega l'Hermann-von-Barth-Hütte con la Kaufbeurer Haus a est.